# Tomislav Momirović
Tomislav Momirović, cyr. Томислав Момировић (ur. 19 października 1983 w Belgradzie) – serbski przedsiębiorca i menedżer branży hotelarskiej, w latach 2020–2022 minister transportu, budownictwa i infrastruktury, w latach 2022–2024 minister handlu wewnętrznego i zagranicznego.

## Życiorys
Ukończył studia prawnicze na Uniwersytecie w Belgradzie. Od 2007 zatrudniony jako doradca w rodzinnym przedsiębiorstwie Mona. W 2011 został dyrektorem generalnym wyodrębnionej spółki Mona Hotel Management, zarządzającej m.in. kilkoma hotelami. W 2016 został prezesem tego przedsiębiorstwa. Kierował też zrzeszeniem hotelarzy i restauratorów HORES. Działacz Serbskiej Partii Postępowej, wszedł w skład władz tego ugrupowania.
W październiku 2020 objął urząd ministra transportu, budownictwa i infrastruktury w powołanym wówczas drugim rządzie Any Brnabić. W październiku 2022 w jej trzecim gabinecie przeszedł na stanowisko ministra handlu wewnętrznego i zagranicznego. Pozostał na tej funkcji w utworzonym w maju 2024 rządzie Miloša Vučevicia. Odszedł z tego stanowiska w listopadzie 2024, składając rezygnację wkrótce po katastrofie budowlanej w Nowym Sadzie, do której doszło w tym samym miesiącu. Został objęty postępowaniem karnym w związku z tą sprawą (obejmującym także wątki korupcyjne); w sierpniu 2025 zastosowano wobec niego tymczasowe aresztowanie.